# جاتونهوما
جاتونهوما (به اسپانیایی: Jatunhuma) یک کوه در پرو است که در Peru, Cusco Region واقع شده‌است. جاتونهوما ۶٬۰۹۳ متر بالاتر از سطح دریا واقع شده‌است.